# Bakkersastma
Bakkersastma of farinose is een beroepsastma, die een allergische reactie bij bakkers veroorzaakt en wordt veroorzaakt door meelstof en broodverbeteraars.